# Christian Olde Wolbers
Christian Olde Wolbers (ur. 5 sierpnia 1972 w Antwerpii) – belgijski muzyk i kompozytor, multiinstrumentalista. Wolbers znany jest z wieloletnich występów w amerykańskiej grupie muzycznej Fear Factory, której był członkiem w latach 1993-2008. W zespole początkowo grał na gitarze basowej, a następnie na gitarze elektrycznej. Od 2008 roku pozostaje członkiem formacji Arkaea. Z kolei od 2011 roku występuje w grupie Beowülf.
W 2003 roku muzyk odrzucił propozycję dołączenia do zespołu Ozzy'ego Osbourne'a.
Wolbers był związany z wokalistką Karen Damen członkinią belgijskiej grupy K3. Poza działalnością artystyczną muzyk jest współwłaścicielem firmy Aviata Sports specjalizującej się w produkcji rękawic piłkarskich.

## Wybrana dyskografia
- Fear Factory – Demanufacture (1995, Roadrunner Records)
- A.N.I.M.A.L. – Poder Latino (1998, Sony Music, gościnnie kontrabas)
- Fear Factory – Obsolete (1998, Roadrunner Records)
- Devin Townsend – Infinity (1998, HevyDevy Records, gościnnie kontrabas)
- Soulfly – Soulfly (1998, Roadrunner Records, gościnnie gitara basowa)
- Cypress Hill – Skull & Bones (2000, Columbia Records, gościnnie gitara basowa)
- Cypress Hill – Stoned Raiders (2001, Columbia Records, gościnnie gitara basowa)
- Fear Factory – Digimortal (2001, Roadrunner Records)
- Fear Factory – Archetype (2004, Liquid 8 Records)
- Roadrunner United – The All Star Sessions (2005, Roadrunner Records, gościnnie gitara basowa)
- Fear Factory – Transgression (2005, Calvin Records)
- Threat Signal – Under Reprisal (2006, Nuclear Blast, gościnnie instrumenty klawiszowe)
- Arkaea – Years in the Darkness (2009, Century Media Records)

## Instrumentarium
| Gitary - Jackson USA Custom Shop Christian Olde Wolbers 7-String (red with sticker; said to be his favorite piece of gear) - Jackson USA Custom Shop Christian Olde Wolbers 7-String - Brown/Wood - Jackson Custom Shop 7-String - Black with Stickers (As seen on the Archetype bonus DVD, and Big Day Out 2004 (Sydney Australia) - Jackson Christian Olde Wolbers Signature 7 string Dinky Archtop - Black - Jackson Christian Olde Wolbers Signature 7 string Dinky Archtop - Desert Camo - Jackson Custom Shop King V - 7 string - Jackson Silverburst USA Custom Shop Electric Guitar w/Tremolo Wzmacniacze i kolumny głośnikowe - Randall V2 Guitar Amp Head, - Randall XL Series RS412XXL 260W 4x12 Guitar Extension Cabinet Black & Randall XL Series RS125XL 260W - 2x12 and 1x15 Guitar Extension Cabinet Black (2007 Sponsership) |  | Efekty gitarowe i inne - Two Digitech Wh4 Whammy Pedals - Dunlop Crybaby Wah - CAE r5-10 Controller - Krank Smalltone Custom Volume Controller - Boss DD-6 Digital Delay Pedal - Digitech X-Series Multi-Chorus - X-Wire Wireless Unit - ISP Decimator Noise Reduction - Korg DTR-2000 Rack Tuner - CAE Custom Switcher/Interface - Emagic MT4 Midi Unit - Boss RGE-10 Micro Series EQ - Whirlwind MLTDIR Multi-director - Mac G4 Laptop - Randall V2 Archetype |